# Јожеф Келер
Јожеф Келер (мађ. Keller József; 25. септембар 1965) је био мађарски дефанзивни фудбалер, репрезентативац. Проглашен је фудбалером године у Мађарској 1989. године.

## Каријера
Келер је у Ференцварош дошао 1984. године, а пре тога је кратко играо у друголигашу Нађканиже. Недуго пре тога, под вођством Берталана Бичкеија, са У18 репрезентацијом је освојио омладинско првенство Европе, остваривши један од последњих великих успеха мађарског фудбала. Током свог првог периода у Ференцварошу, провео је 12 година у клубу, након чега је потписао уговор са француским друголигашем Ред Стар Сант-Уен на 4 године. У Ференцварош се вратио 2000. године, где је играо до 2005. године, а последњих година је радио као тренер атиле Пинтера. Током 18 година колико је провео у Ференцварошу, освојио је 4 шампионата (1992, 1995, 1996, 2001) и остварио 5 победа у купу (1991, 1993, 1994, 1995, 2001), а са тимом је играо и у Лиги шампиона. Иако је Ференцварош такође постао шампион 2004, Келер је те јесени био члан тима Хонведа, а у пролећној сезони није играо ни на једној утакмици. После Ференцвароша, пар година је играо и у жупанијском прволигашу, Венецији, а уједно је био и тренер.
Између 1986. и 1994. године у репрезентацији се појавио 29 пута. Између 1986. и 1988. био је четвороструки члан олимпијске репрезентације.

## Достигнућа
- Европско првенство у фудбалу до 19 година
  - златна медаља: 1984, СССР
- Прва лига Мађарске у фудбалу
  - шампион (4 х): 1991/92, 1994/95, 1995/96, 2000/01.
- Куп Мађарске у фудбалу
  - победник (5 х): 1991, 1993, 1994, 1995, 2001.
- Најбољи фудбалер мађарске лиге: 1989.